# Derolus sulcatus
Derolus sulcatus là một loài bọ cánh cứng trong họ Cerambycidae.